# 주혜린 (배우)
주혜린(2003년 1월 16일 ~ )은 대한민국의 배우이다.

## 연기 활동

### 드라마
- 2006년 SBS 주말 특별기획 《게임의 여왕》
- 2007년 SBS 주말 특별기획 《사랑에 미치다》 ... 어린 서진영 역
- 2007년 MBC 아침드라마 《그래도 좋아》
- 2009년 KBS2 주말연속극 《솔약국집 아들들》 ... 이마리 역
- 2010년 KBS1 일일연속극 《바람불어 좋은 날》 ... 서효리 역
- 2010년 SBS 창사특집극 《초혼》 ... 어린 김미봉 역

### 영화
- 2008년 《우리 생애 최고의 순간》 ... 혜경의 딸 역
- 2009년 《애자》 ... 어린 애자 역
- 2009년 《시크릿》 ... 아이 2 역
- 2010년 《서서 자는 나무》 ... 순영의 딸 역